# Убийства на радио
«Уби́йства на ра́дио» (англ. Radioland Murders) — комедия 1994 года режиссёра Мела Смита. Автором сюжета и исполнительным продюсером фильма стал Джордж Лукас. Семнадцатый фильм компании Lucasfilm и последний до фильма «Красные хвосты», и последний оригинальный сюжет Лукаса до мультфильма «Странные чары» не связанный с франшизами «Звёздные войны» и «Индианой Джонсом».

## Сюжет
1939 год. Действие происходит в дебютный вечер новой радиосети WBN. В ходе премьерного хаоса молодой сценарист (Брайан Бенбен) пытается вернуть расположение своей супруги (Мэри Стюарт Мастерсон), которая является помощником владельца студии. Однако, комедийный старт картины весьма обманчив, так как вскоре один за другим начинают погибать сотрудники, занятые в премьере. Несмотря на людские потери, администрация студии стремится довести премьеру до успешного конца. Сценарист, сам став главным подозреваемым, пытается в ходе шоу распутать клубок загадочных смертей.

## В ролях
- Брайан Бенбен — Роджер Хендерсон
- Мэри Стюарт Мастерсон — Пенни Хендерсон
- Нед Битти — генерал Уолт Уэйлен
- Джордж Бёрнс — Милт Лакки
- Скотт Майкл Кэмпбелл — Билли
- Брайон Джеймс — Берни Кинг
- Майкл Лернер — лейтенант Кросс
- Майкл Маккин — Рик Рочестер
- Джеффри Тэмбор — Уолт Уэйлен-мл.
- Стивен Тоболовски — Макс Эпплуайт
- Кристофер Ллойд — Золтан
- Ларри Миллер — Герман Катсенбек
- Анита Моррис — Клодетт Катсенбек
- Корбин Бернсен — Декстер Моррис
- Розмари Клуни — Анна
- Бобкэт Голдтуэйт — дикий писатель
- Роберт Уолден — Томми
- Дилан Бейкер — Джаспер
- Эллен Альбертини Дау — органистка

## Релиз
Для продвижения картины Universal Pictures прикрепила её трейлер к вышедшему в мае 1994 года Флинстоунам. Студия рассчитывала, что оба фильма привлекут поколение бэби-бумеров. Убийства на радио изначально должны были выйти в сентябре 1994 года. Официальный прокат в США начался 21 октября в 844 кинотеатрах, за всё время картина заработала 1,37 млн долл., что при бюджете в 15 млн сделало её кассовым провалом. Картина занимает место в десятке фильмов, чьи сборы на второй неделе кинопроката упали сильнее всего (179 315 против 835 479 долл, то есть 78,5 %).